# جاكسون ويثرو
جاكسون ويثرو (بالإنجليزية: Jackson Withrow)‏ هو لاعب كرة مضرب أمريكي، ولد في 7 يوليو 1993 في أوماها في الولايات المتحدة.

## وصلات خارجية
- جاكسون ويثرو على موقع رابطة محترفي التنس (الإنجليزية)
- جاكسون ويثرو على موقع الاتحاد الدولي لكرة المضرب (الإنجليزية)
- جاكسون ويثرو على موقع خلاصة التنس.كوم (الإنجليزية)
- جاكسون ويثرو على موقع إي إس بي إن.كوم (الإنجليزية)